# Каховское водохранилище

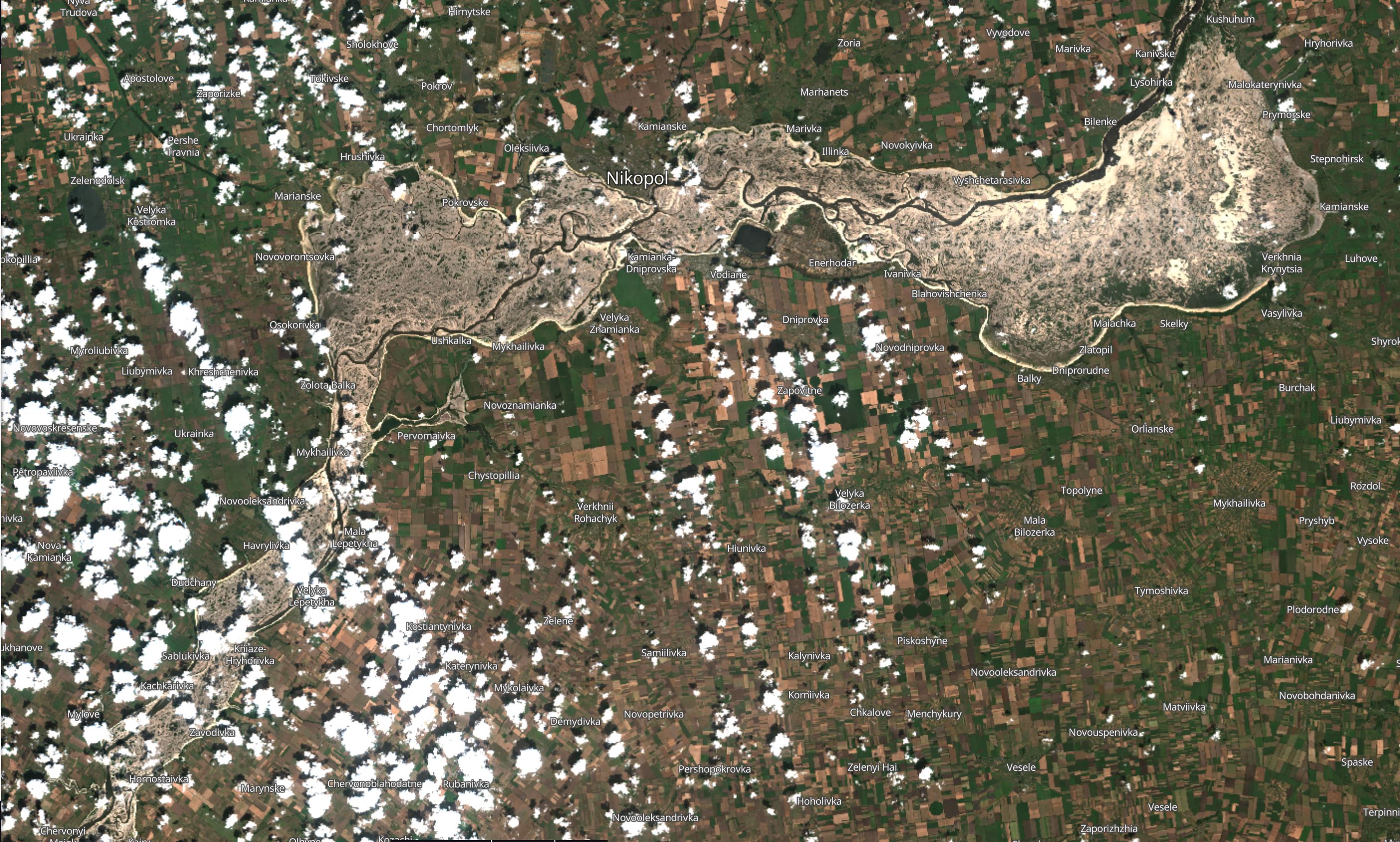
Снимок от 15 июля 2023 года, сделанный спутником Sentinel-2 L2A и показанный в 24-битном диапазоне (каналы 4,3,2)

Каховское водохранилище (укр. Каховське водосховище) — водохранилище, существовавшее в нижнем течении реки Днепр и бывшее гидроузлом ныне разрушенной Каховской ГЭС. Находилось на территории Херсонской, Запорожской и Днепропетровской областей Украины.
Введено в эксплуатацию в 1956 году. Использовалось для сезонного и годового регулирования стока, а также для регулировки высоких и катастрофических наводнений при полном использовании рабочего и резервного объёмов. Каховское водохранилище было основным источником водоснабжения Юга Украины. Из него вода подавалась в Северо-Крымский, Каховский, канал Днепр — Кривой Рог, Верхнерогачикский канал, а также в системы водоснабжения рудников, предприятий, городов и посёлков Никополь-марганцевского промышленного комплекса, в ряд мелких орошающих систем прибрежных районов трёх областей. Параметры водохранилища в период его функционирования: полный объём водохранилища — 18,18 км³, полезный — 6,78 км³, глубина — 8,4 метра (макс. — 24 метра), нормальный подпорный уровень — 16 метров, горизонт мёртвого объёма — 12,7 метра, площадь зеркала при НПУ — 2155 км², средний многолетний сток в створе гидроузла — 52,2 км³/год. Общий отбор воды из водохранилища только для крупных каналов составлял 900 м³/с.
После разрушения Каховской ГЭС в ходе российского вторжения в Украину, Каховское водохранилище стремительно обмелело и стало непригодно для водозабора.

## Описание
По времени создания Каховский гидроузел был вторым после ДнепроГЭС. Каховская ГЭС являлась последней — шестой ступенью в каскаде гидроэлектростанций на Днепре. Фактором, ограничивающим работу всего каскада, являлась небольшая пропускная способность ГЭС — всего 2600 м³/с.
Заполнение водохранилища происходило в 1955—1958 годах. Оно имеет наибольший полный объём среди Днепровских водохранилищ — 18,18 км³ и второй (после Кременчугского) полезный объём — 6,78 км³. Площадь водной поверхности водохранилища — 2155 км² является второй в каскаде. Длина водохранилища по оси составляет 230 км, максимальная ширина — до 25,0 км, средняя — 9,3 км. Средняя глубина водохранилища при НПУ составляет 8,5 м; максимальная — 24,0 м. Расчётный напор — 16,5 м. Минерализация воды 253—433 мг/дм³. Оно осуществляет годовое регулирование стока.
Имело сезонное регулирование стока. Колебания уровня воды до 3,3 м. Использовалось для орошения и водоснабжения (из водохранилища начинаются Каховский канал, Северо-Крымский канал и канал Днепр — Кривой Рог), рыболовства и судоходства. На Каховском водохранилище находился порт Никополь. Вдоль левого берега водохранилища проходила ветка железной дороги из Запорожья в Симферополь и Херсон.
Являлось местом отдыха, а также любительского и спортивного рыболовства.
Ежегодно воды водохранилища размывали от 1 до 3 метров береговой линии.
| Площадь водосбора Днепра в створе ГЭС, тыс. км²   | 482     |
| Средний многолетний объём стока в створе ГЭС, км³ | 52,2    |
| Отметка нормального подпорного уровня (НПУ), м    | 16,0    |
| Отметка уровня навигационной сработки, м          | 14,0    |
| Отметка уровня мёртвого объёма, м                 | 12,7    |
| Объём водохранилища при НПУ, км³                  | 18,18   |
| Рабочий объём регулирования, км³                  | 6,78    |
| Площадь водного зеркала при НПУ, км²              | 2155    |
| Установленная мощность ГЭС, тыс. кВт              | 329     |
| Пропускная способность ГЭС при НПУ, м³/с          | 2600    |
| Общая пропускная способность гидроузла, м³/с      | 21400   |
| Тип регулирования стока                           | годовой |

## Затопление
Большую часть территории Каховского водохранилища занимали Днепровские плавни.
Было затоплено 2,8 тыс. га пашни, 36 тыс. га выгонов и сенокосов. Произведено частичное или полное переселение на новые места ряда населённых пунктов с населением в 37 тыс. чел. Согласно Л. В. Ковпак, под Каховское водохранилище отводилось 221,3 тыс. га сельскохозяйственных угодий, лесного фонда; в зоне затопления оказалось более ста колхозов и совхозов, более 90 населённых пунктов, подтапливались десятки сёл и два города — Никополь и Каменка-Днепровская.
До затопления на месте водохранилища находилась бо́льшая часть территории Великого Луга.

## Разрушение плотины

Спутниковые снимки Sentinel-2 последствий разрушения плотины Каховского водохранилища

6 июня 2023 года в ходе вторжения России на Украину была разрушена плотина Каховской ГЭС, уровень воды ниже по течению стал быстро подниматься, что вызвало широкомасштабное наводнение, охватившее 600 км² Херсонской области, из них 32 % — правобережье, пребывавшее под контролем украинских властей, а 68 % — левобережье, оккупированное российскими войсками.
Из-за разрушения Каховской ГЭС Каховское водохранилище стремительно обмелело и уровень воды в нём упал до критического уровня, вследствие чего водозабор прекратился. Уже на третий день после разрушения Каховской ГЭС, уровень воды в водохранилище упал на полтора метра ниже «мертвой точки», при которой невозможно совершать водозабор. Такие города как Кривой Рог, Марганец, Никополь, зависевшие от водоснабжения из Каховского водохранилища, столкнулись с нехваткой воды. Под угрозой оказались работа Запорожской АЭС, которая может остаться без охлаждения, а также водоснабжение Крыма.

## Объекты на берегах водохранилища

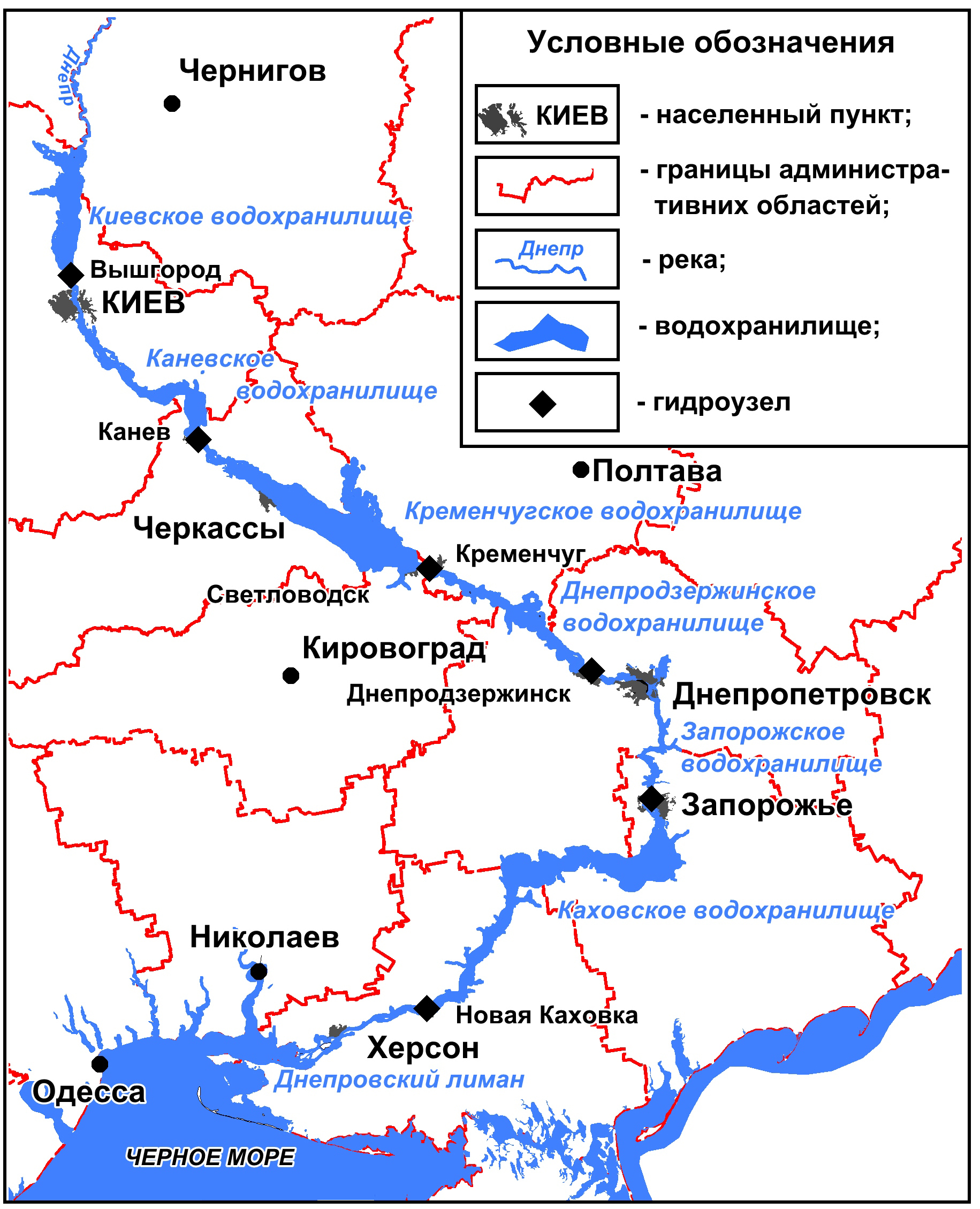
Каховское водохранилище в днепровском каскаде

- Золотая Балка (археологический памятник)
- Бизюков монастырь — на правом берегу рядом с селом Червоный Маяк.
- Курган «Мамай-гора» — на левом берегу около села Великая Знаменка.
- Церковь Рождества Святой Богородицы — на левом берегу в селе Князе-Григоровка.
- Приморский Успенский монастырь на левом берегу в селе Приморское.
- Казацкие Сечи (указаны от верховья к устью):
  - Городок Вишневецкого — существовал в XVI в. на острове Малая Хортица.
  - Томаковская Сечь — на правом берегу недалеко от Марганца, в устье реки Томаковки.
  - Никитинская Сечь — на Стукаловом острове, напротив Никополя. В настоящее время территория затоплена.
  - Чертомлыкская Сечь — на правом берегу, около села Капуловка, в устье реки Чертомлык.
  - Новая Сечь — на правом берегу, около села Покровское.
  - Базавлукская Сечь — на правом берегу в устье реки Базавлук.
  - Каменская Сечь — на правом берегу, рядом с селом Республиканец, в устье реки Каменка.

## Фотографии

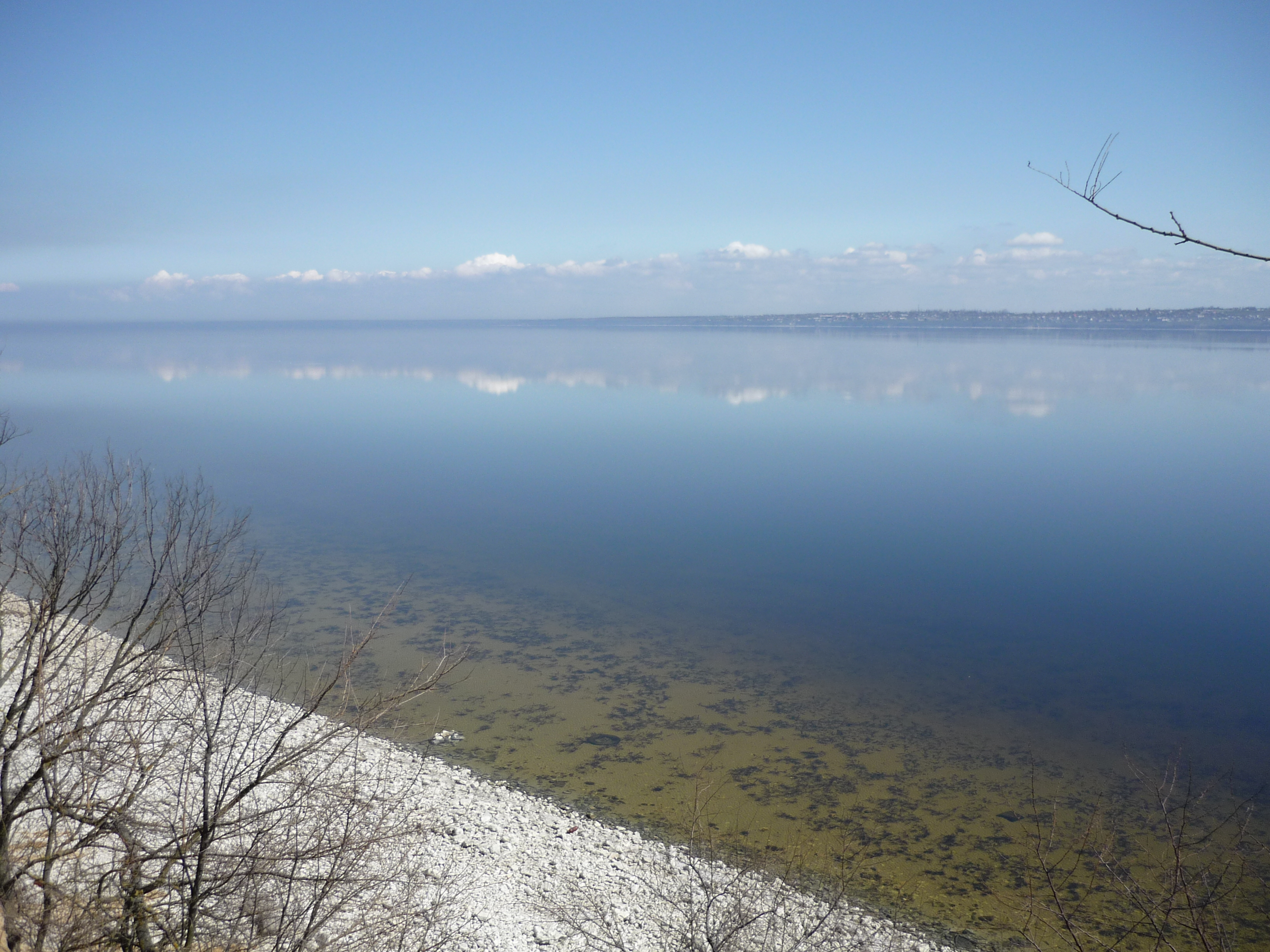
Побережье
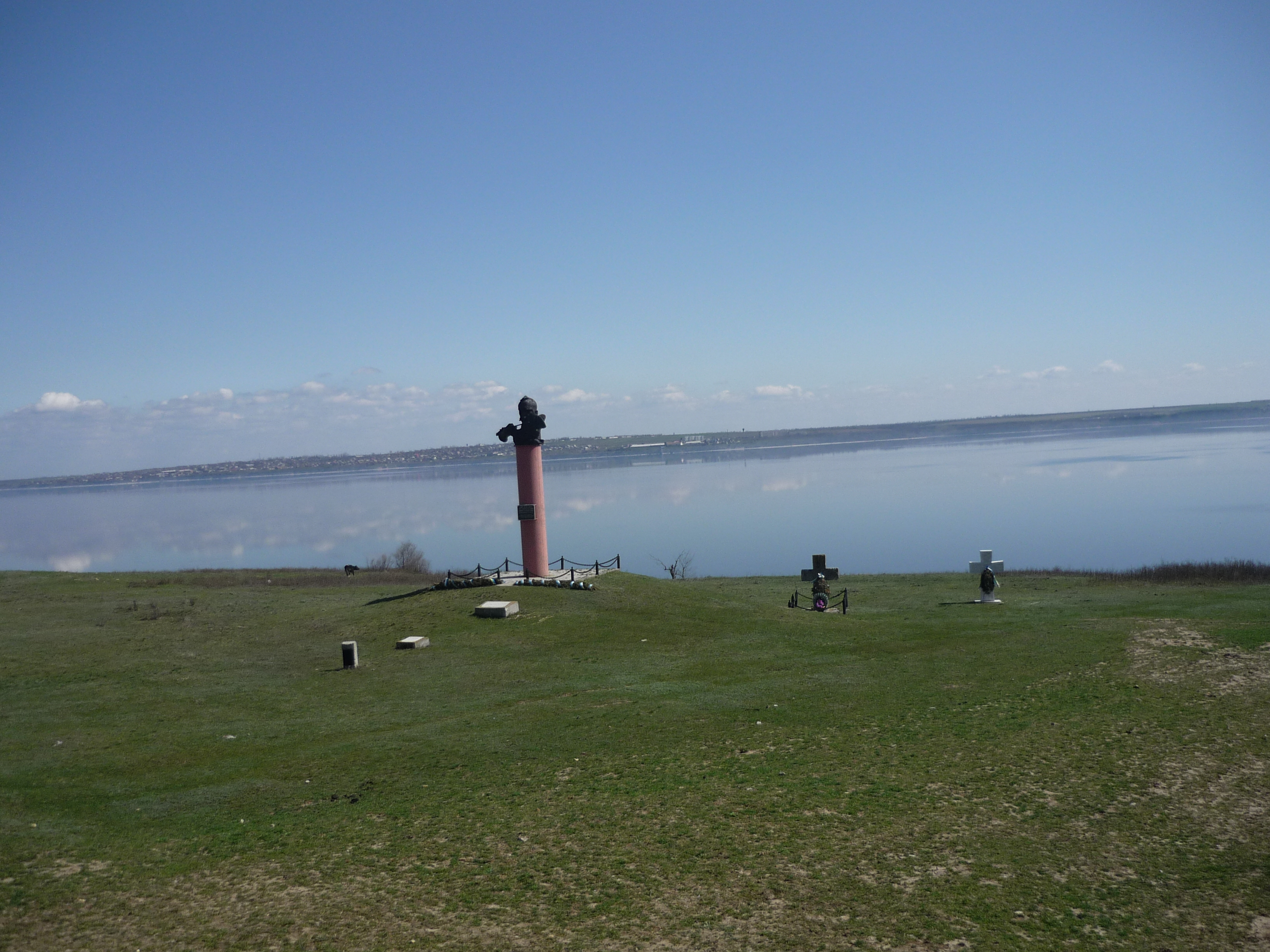
Могила атамана Каменской Сечи Костя Гордиенко.
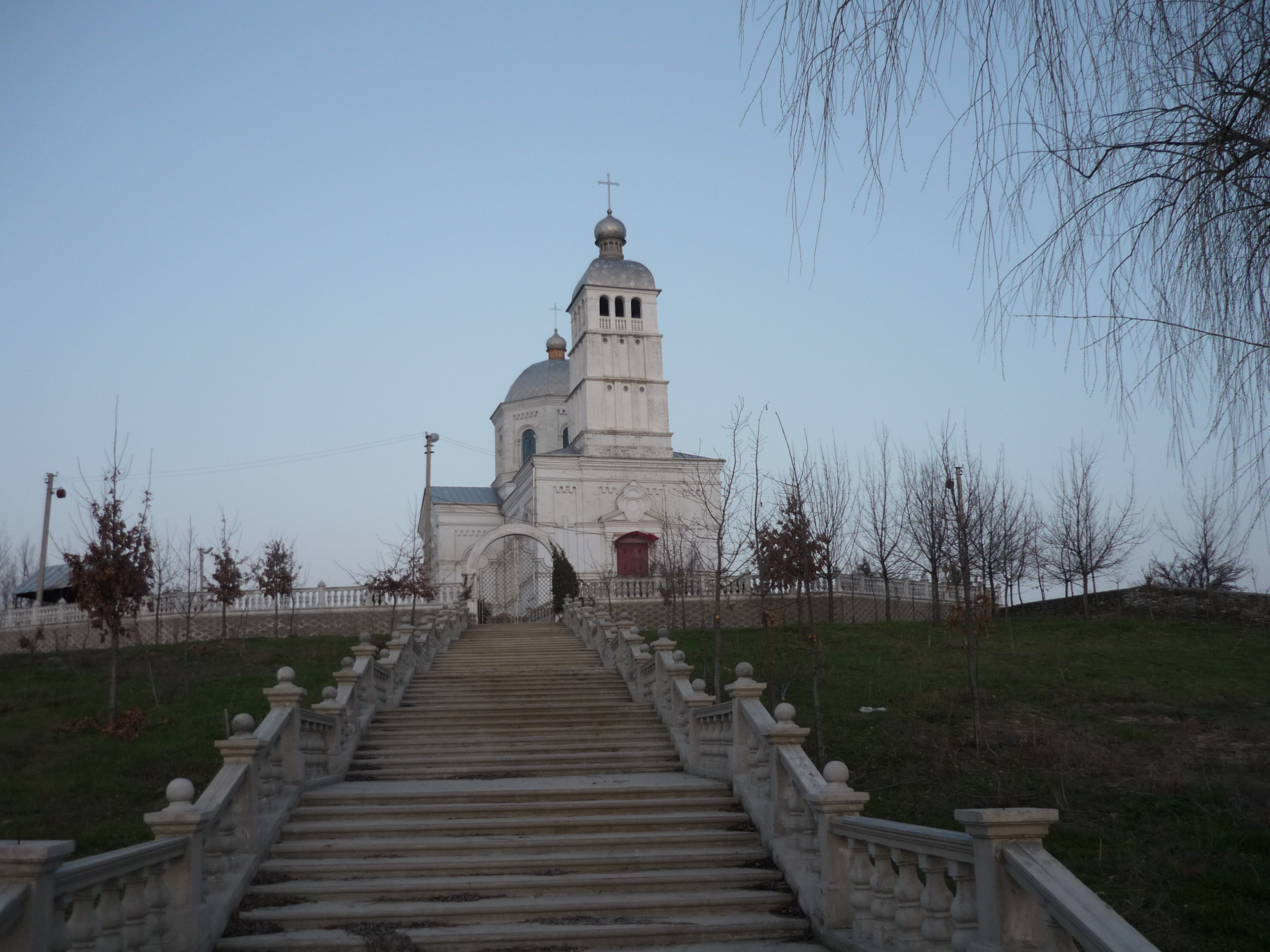
Церковь Рождества Святой Богородицы в Князе-Григорьевке.

## В культуре
- Поэма о море — фильм по сценарию А. Довженко.